# Salix fargesii
Salix fargesii är en videväxtart som beskrevs av Isaac Henry Burkill. Salix fargesii ingår i släktet viden, och familjen videväxter. Utöver nominatformen finns också underarten S. f. kansuensis.

## Bildgalleri

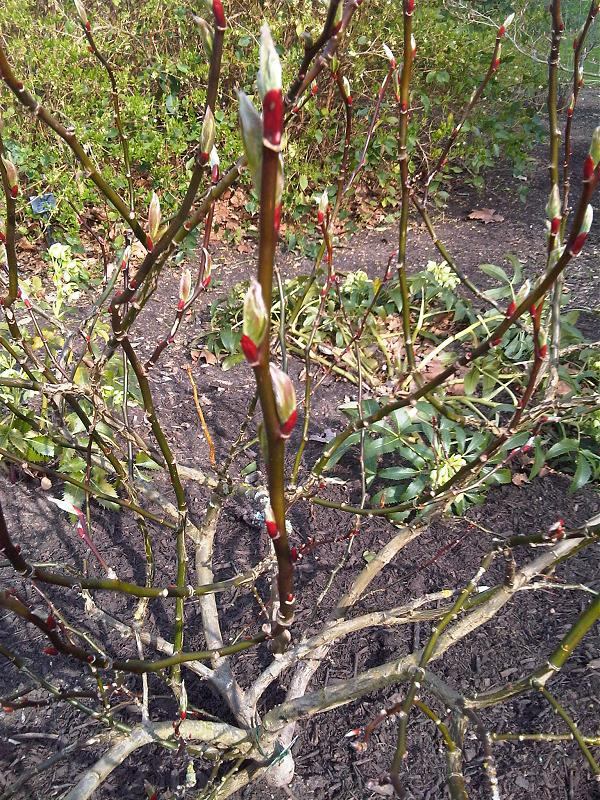
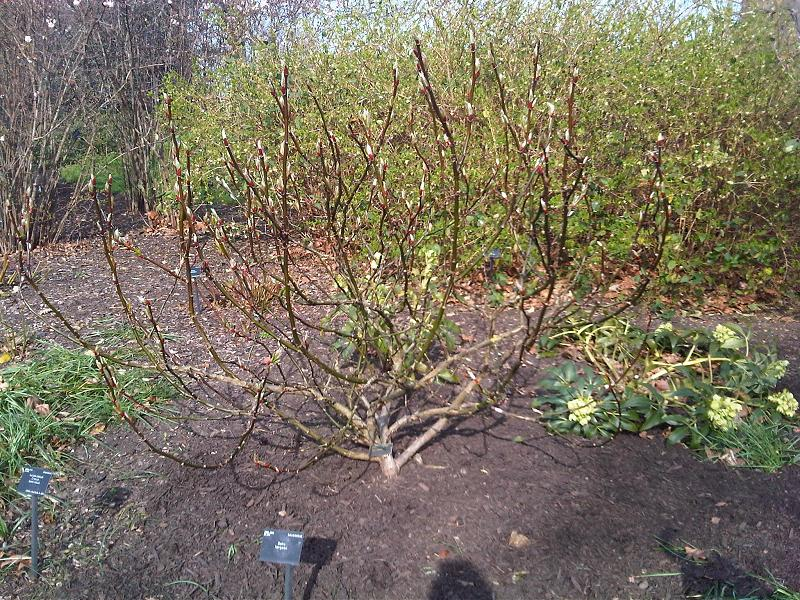